# Gianni Rodari
Gianni Rodari (23. října 1920, Omegna – 14. dubna 1980, Řím) byl italský novinář a spisovatel literatury pro děti a mládež. Po světě se proslavil jako autor moderních pohádek pro děti i dospělé.
V roce 1970 se stal laureátem Ceny Hanse Christiana Andersena, nejvyššího mezinárodního ocenění na poli dětské literatury.

## Vybrané dílo v češtině
- Seznam děl v Souborném katalogu ČR, jejichž autorem nebo tématem je Gianni Rodari

Do češtiny bylo přeloženo několik Rodariových knih pro děti. Mezi nejznámější patří:
- O statečném Cibulkovi (it.: Il romanzo di Cipollino, 1951), SNDK, Praha 1955, překlad Hana Benešová, ilustrace Ondřej Sekora; zatím poslední vydání: Albatros 1997
- Pohádky po telefonu (it.: Favole al telefono, 1960), Albatros, Praha 1983, překlad Hana Benešová, ilustrace Luděk Vimr
- Jasmínek v zemi lhářů (it.: Gelsomino nel paese dei bugiardi, 1959), SNDK, Praha 1963, překlad Hana Benešová, ilustrace Jaromír Zápal
- Pohádky na hraní (it.: Tante storie per giocare, 1970), Knižní klub, Praha 2016, překlad Ondřej Vimr, ilustrace Adolf Born